# Petrovka (Arménie)
Pour les articles homonymes, voir Petrovka.
Petrovka (en arménien Պետրովկա) est une communauté rurale du marz de Lorri en Arménie. En 2008, elle compte 226 habitants.